# Darío Fernández Jaén
Darío Fernández Jaén (Penonomé, Coclé, 10 de marzo de 1946-Penonomé, Coclé, 6 de noviembre de 2011) fue un político y locutor panameño. Fue gobernador de la provincia de Coclé y propietario de la emisora de radio Mi Favorita. Fue asesinado por supuestamente exponer la corrupción gubernamental y las actividades ilegales.

## Biografía
Fernández nació el 10 de marzo de 1946 y se crio en el campo de Coclé. Su familia tiene profundas raíces en la región y Fernández fue conocido por promover los intereses de su comunidad a lo largo de su vida. Se convirtió en el líder provincial del Partido Revolucionario Democrático de Panamá. Llegó a ser gobernador de la provincia de Coclé en 1985, 1996 y 2004, durante las administraciones de Ernesto Pérez Balladares y Martín Torrijos. Tras retirarse de la política, obtuvo la licenciatura en periodismo. Comenzó a trabajar como docente y periodista. Luego de su involucramiento en la política, Fernández se convirtió en dueño de la estación de radio Mi Favorita. También fue uno de sus comentaristas y presentó su propio programa de comentarios políticos. A menudo criticó la corrupción y las irregularidades en la asignación de títulos de propiedad en Coclé del Norte. Fernández también fue un crítico abierto del presidente Ricardo Martinelli.

## Asesinato
El 6 de noviembre de 2011 Fernández recibió un disparó a quemarropa en la cabeza cuando regresaba a su casa. Murió delante de su esposa y su hijo. Las identidades de los agresores no fueron conocidas de inmediato. Un trabajador del gobierno fue arrestado inicialmente, pero el abogado del sospechoso pudo presentar imágenes de vigilancia de un supermercado en la Ciudad de Panamá, que lo ubicaban en sus locales comprando cerveza en el momento del tiroteo. El pistolero fue identificado posteriormente como Joel Guerra Flores, también conocido como Chiri. Formó parte de la notoria pandilla Las Barracudas y varios de sus miembros supuestamente fueron vistos acechando el barrio de Fernández días antes del ataque. Uno de sus integrantes, Miguel Arner García, ya llamó a la puerta del domicilio de la víctima horas antes del tiroteo en busca del político.Se informó que el asesinato fue motivado por sus críticas a las irregularidades en la asignación de títulos de propiedad locales. A través de su programa, reveló que funcionarios del gobierno estaban involucrados en la distribución de tierras a personas cercanas al gobierno.